# Acción (Italia)
Acción (en italiano: Azione), anteriormente conocido como Somos Europeos (en italiano: Siamo Europei, SE), es un partido político liberal y progresista en Italia, lanzado en septiembre de 2019. Su líder es Carlo Calenda, diputado del Parlamento Europeo y ex Ministro de Desarrollo Económico (2016-2018).
Calenda ha calificado a su partido de «antipopulista» y «antisoberanista».

## Historia
En enero de 2019 Calenda, miembro del centroizquierdista Partido Democrático (PD), lanzó un manifiesto político denominado "Somos Europeos», con el objetivo de crear una lista conjunta compuesta por el PD y otros partidos progresistas y europeístas para las próximas elecciones al Parlamento Europeo. Su propuesta fue acogida por el nuevo líder del PD, Nicola Zingaretti, pero fue rechazada por los demás partidos de la coalición de centroizquierda, como Más Europa e Italia en Común, que decidieron no unirse a la alianza.

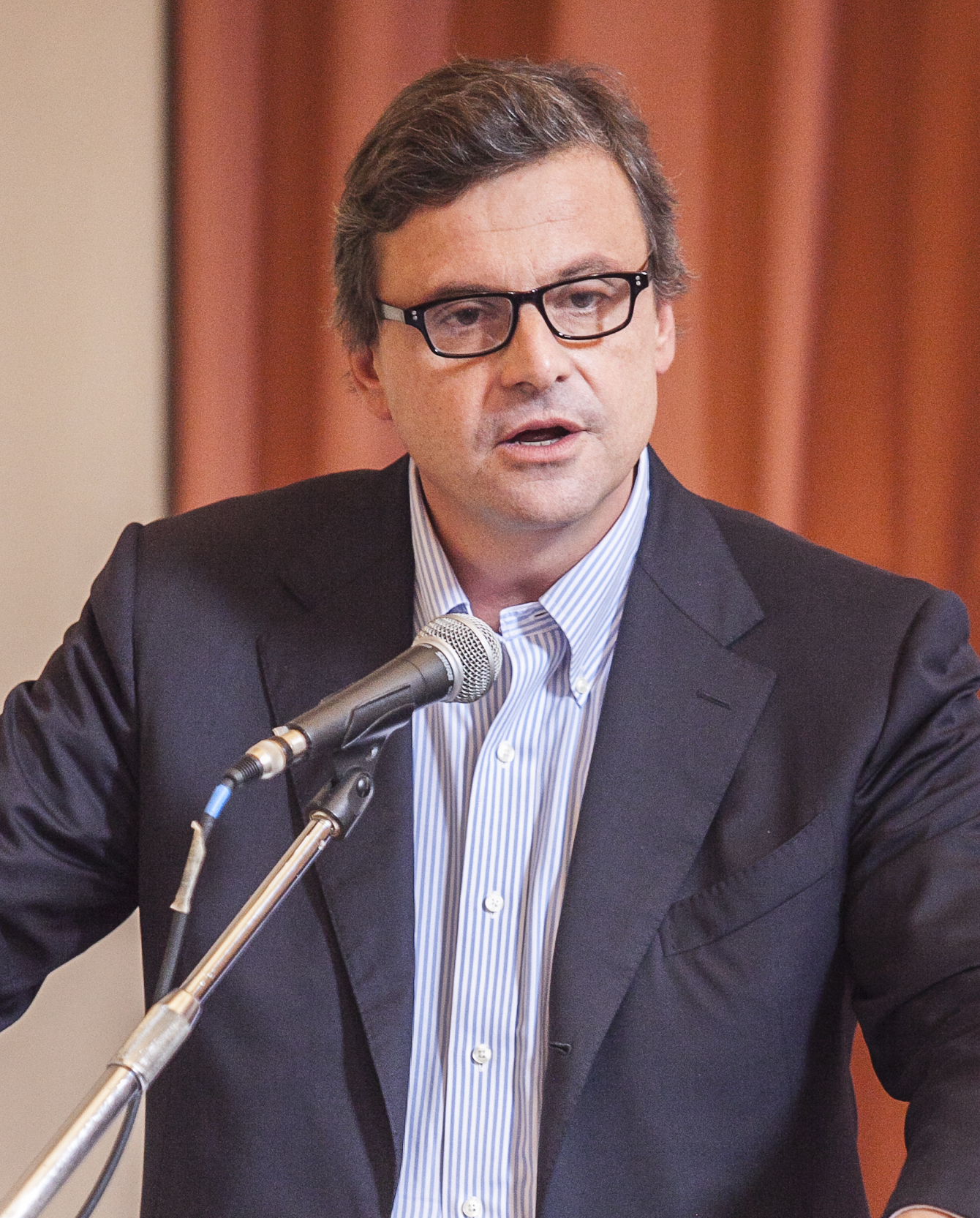
Carlo Calenda en 2019

En el período previo a las elecciones europeas, Zingaretti y Calenda presentaron un logotipo especial que incluía una gran referencia a «Somos Europeos» y el símbolo del Partido de los Socialistas Europeos. Además, forjaron una alianza con Artículo Uno, un partido establecido en 2017 por escisiones del PD dirigido por Pier Luigi Bersani.
En las elecciones, el PD obtuvo el 22,7% de los votos, quedando segundo después de la Liga, mientras que Calenda, que se postuló en la circunscripción del Nordeste, recibió más de 270.000 votos, convirtiéndose en el candidato más votado de la lista.
En agosto de 2019 aumentaron las tensiones dentro de la coalición que apoyaba al primer gobierno de Giuseppe Conte, lo que llevó a la emisión de una moción de censura por parte de la Liga. Durante la siguiente crisis de gobierno, la junta nacional del PD se ofreció oficialmente a la posibilidad de formar un nuevo gobierno de coalición con el M5S, basado en el europeísmo, la economía verde, el desarrollo sostenible, la lucha contra la desigualdad económica y una nueva política de inmigración. El partido también aceptó que Conte podría continuar al frente de un nuevo gobierno, y el 29 de agosto, el presidente Mattarella invitó formalmente a Conte para hacerlo. Calenda se opuso firmemente al nuevo gobierno, afirmando que el PD había renunciado a cualquier representación de «reformistas», por lo que se hizo necesario fundar un movimiento «liberal-progresista». Calenda dejó el PD y el 5 de septiembre de 2019, mientras el segundo gobierno de Conte prestó juramento, anunció oficialmente la transformación de «Somos Europeos» en un partido de pleno derecho.
El 10 de septiembre Matteo Richetti, destacado senador del PD, anunció su abstención del voto de confianza al nuevo gobierno y su posterior salida del partido. Dijo que uniría fuerzas con Calenda.
En noviembre de 2019, el nuevo partido se lanzó oficialmente como «Acción». Después de unos meses, Calenda lanzó los «Grupos de Acción», las secciones locales del partido.
En agosto de 2020 se incorporaron a Acción dos diputados: el exministro Enrico Costa, que dejó Forza Italia, y Nunzio Angiola, exmiembro del Movimiento 5 Estrellas.
El 11 de agosto de 2022, en vista de las elecciones generales de Italia del 25 de septiembre, Italia Viva (IV) de Matteo Renzi y Acción firmaron un acuerdo para crear una alianza centrista liderada por Calenda: Acción - Italia Viva (Azione - Italia Viva). La lista electoral, también conocida como «Tercer Polo» (Terzo Polo), obtuvo 21 escaños en la Cámara de Diputados y 9 en el Senado de la República, habiendo obtenido alrededor del 8% de votos. El 3 de octubre, Calenda anunció que los dos partidos formarán un grupo parlamentario conjunto e iniciarán una federación entre los dos movimientos.

## Resultados electorales

### Consejos Regionales
| Región        | Año electoral | Votos        | % | Escaños | +/− |
| ------------- | ------------- | ------------ | - | ------- | --- |
| Emilia-Romaña | 2020          | Dentro de BP | – | 1/50    | –   |
| Marcas        | 2020          | Dentro de LM | – | 0/31    | –   |
| Apulia        | 2020          | Dentro de SP | – | 0/51    | –   |

### Parlamento Europeo
| Año electoral | Votos                         | %                             | Escaños | Líder         |
| ------------- | ----------------------------- | ----------------------------- | ------- | ------------- |
| 2019          | Dentro de PD - Somos Europeos | Dentro de PD - Somos Europeos | 2/76    | Carlo Calenda |

### Parlamento italiano
| Cámara de Diputados |                                |                                |         |               |
| Año de la elección  | Votos                          | %                              | Escaños | Líder         |
| 2022                | Dentro de Acción - Italia Viva | Dentro de Acción - Italia Viva | 12/400  | Carlo Calenda |

| Senado de la República |                                |                                |         |               |
| Año de la elección     | Votos                          | %                              | Escaños | Líder         |
| 2022                   | Dentro de Acción - Italia Viva | Dentro de Acción - Italia Viva | 4/200   | Carlo Calenda |

## Liderazgo
- Líder: Carlo Calenda (2019–presente)

## Símbolos

Logo de Acción
Viejo logo de Acción
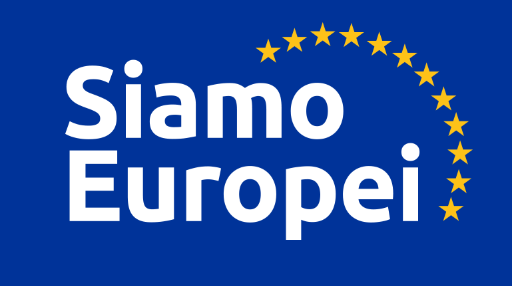
Logo de Somos Europeos